# Eulogio Martínez
Eulogio Martinez Ramiro, né le 11 juin 1935 à Asuncion et mort le 30 septembre 1984 à Barcelone, est un footballeur international hispano-paraguayen évoluant au poste d'attaquant.

## Carrière
Eulogio Martinez est tout d'abord attaquant du Club Atlético Atlanta. Après avoir remporté avec le Club Libertad un titre de champion du Paraguay en 1955, Martínez capte l'attention du FC Barcelone qui l'engage en 1956. Martínez s'impose dans le club catalan en étant le meilleur buteur du club durant trois saisons (1956-1957, 1957-1958 et 1959-1960), remportant deux Championnats d'Espagne, deux Coupes du Roi et deux Coupes des villes de foires.
Martínez rentre aussi dans l'histoire du FC Barcelone en inscrivant le premier but du club dans l'enceinte du Camp Nou, le 24 septembre 1957. Le but est marqué à la onzième minute d'un match amical inaugural contre une sélection de joueurs de Varsovie. Barcelone l'emporte sur le score de 4-2. Il a aussi marqué sept buts en un seul match, lors d'une victoire sur le score de 8-1 contre l'Atlético de Madrid en Coupe du Roi le 1er mai 1957.
Il rejoint en 1962 l'Elche CF où il évolue deux saisons avant de s'engager pour les clubs de l'Atlético de Madrid, puis du CE Europa, pour une saison chacun.
Au niveau international, Eulogio Martinez porte les couleurs de deux nations, le Paraguay (9 matchs et 4 buts) et l'Espagne (8 matchs et 6 buts). Il fait d'ailleurs partie de l'équipe espagnole participant à la Coupe du monde de football de 1962, où il joue le premier match contre la Tchécoslovaquie.

## Palmarès
Avec le Club Libertad
- Vainqueur du Championnat du Paraguay de football en 1955.

Avec le FC Barcelone
- Vainqueur de la Coupe des villes de foires en 1958 et 1960.
- Vainqueur du Championnat d'Espagne de football en 1959 et 1960.
- Vainqueur de la Coupe d'Espagne de football en 1957 et 1959.

Avec l'Atlético de Madrid
- Vainqueur de la Coupe d'Espagne de football en 1969.